# 竜雲
竜 雲（りょう うん）は、中華民国、中華人民共和国の軍人・政治家。中華民国時期の滇軍（雲南軍、雲南派）の指導者の1人。国民政府期の雲南省政府主席である。字は志舟、元名は登雲。彝族出身。彝族名は、納吉鳥梯。

## 事跡

### 滇軍での台頭

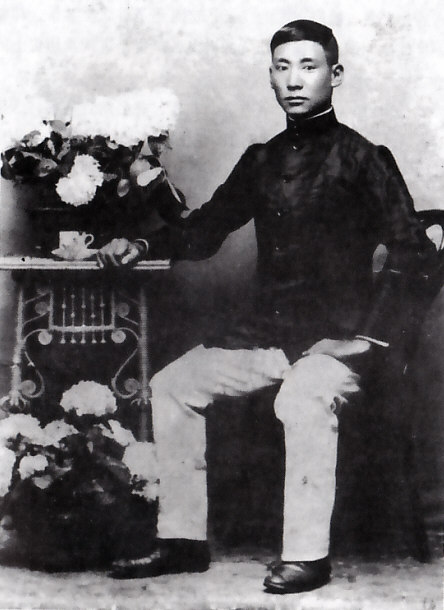
青年時代の竜雲

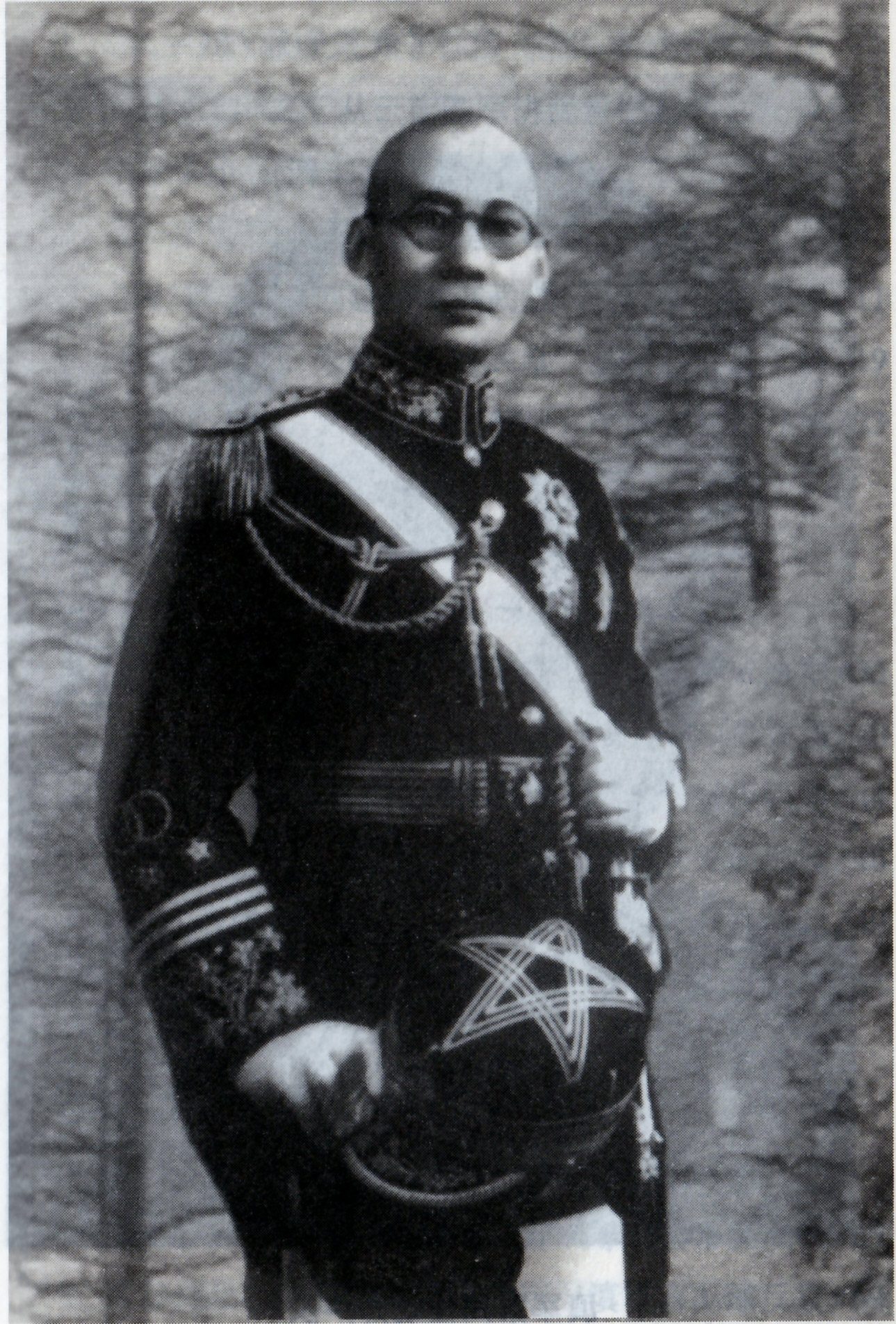
北京政府時代の竜雲

1911年（宣統3年）、竜雲は四川省で展開されていた鉄道保護運動に参加する。同年、四川へ進軍していた謝汝翼の滇軍に加わった。
1912年（民国元年）に雲南省へ戻り、雲南陸軍講武学校に入学する。1914年（民国3年）、雲南陸軍講武堂第4期騎兵科を卒業し、雲南将軍唐継尭の指揮下に入った。唐に下級将校から1歩1歩抜擢されて、1916年（民国5年）には近衛兵の隊長になる。
1921年（民国10年）に唐継尭が顧品珍に追われても、竜雲は引き続き唐を支持し、広西省に駐屯していた李友勳率いる滇軍の前敵司令となる。翌年の唐継堯による雲南帰還の戦いで李友勳が戦死すると、竜がその後任となった。同年3月、顧を倒して唐が復権すると、竜は滇軍第5軍軍長兼滇中（昆明）鎮守使に任命されている。
1927年（民国16年）2月、竜雲は同僚の滇軍軍長胡若愚らとともに、国民政府に服従しようとせず、また縁故政治に走ろうとしていた唐継尭を失脚させた（「2・6政変」）。しかし、その後の実権争いから、同年6月、竜は胡らに急襲、拘禁されてしまう（「6・14政変」）。なお、このときに竜は左目を負傷し、以後治ることはなかった。まもなく竜雲配下の師長盧漢らが、胡への反撃に転じて竜を奪回した。竜雲はその後の雲南省内の内戦で、胡ら敵対勢力をすべて撃破した。

### 雲南王竜雲
竜雲は国民政府から、同年8月には国民革命軍第38軍軍長に任命される。1928年（民国17年）1月には雲南省政府主席・国民革命軍第13路軍総指揮（第38軍軍長兼任）に就任した。1929年（民国18年）春には討逆軍第10路総指揮（第38軍軍長兼任）に任命されている。これ以後、1945年（民国34年）までの統治により、竜雲は「雲南王」と称された。
この間、国民政府・中国国民党内の争いでは、竜雲は蔣介石支持を堅持する。1929年（民国18年）、竜雲は滇軍を貴州省に送り込み、李宗仁ら新広西派に与する貴州省政府主席周西成を攻撃して、これを戦死させた。1930年（民国19年）5月には、盧漢らを広西省へ侵攻させたが、省会（省都）南寧を攻略できず、撤退した。1931年（民国20年）3月、盧漢ら配下の軍人たちが、竜雲に対して兵変を起こしたが（「3・10政変」）、竜は何とか盧らを降伏させている。
竜雲の雲南省統治は、繆雲台（繆嘉銘）・陸崇仁など優れた官僚たちの支えもあり、内政でも経済・社会・教育等の多方面における近代化建設に堅実な成果をあげた。当時の雲南の興隆には、蔣介石・宋美齢・陳布雷らも絶賛を与えているほどである。
1937年（民国26年）に日中戦争（抗日戦争）が勃発すると、竜雲は抗日統一戦線を支持した。竜は、盧漢率いる滇軍（国民革命軍第60軍）などを派遣し、また、昆明を後方基地として堅持するなど、日中戦争勝利に多大な貢献をする。なお、1938年（民国27年）に汪兆銘（汪精衛）と会談しているが、これを支持することはなかった。
しかし、日中戦争を通して蔣介石以下中央勢力が雲南省内に浸透・介入してきたため、「雲南モンロー主義」を望む竜雲は不満を抱くようになる。そのため、竜は1944年（民国33年）頃には中国民主同盟（民盟）に秘密裏に加入したとされ、さらに中国共産党との関係も強化した。この結果、蔣は竜の排除を決断する。1945年（民国34年）10月に、昆明に駐留していた中央軍の杜聿明率いる軍は、五華山（省政府政庁の所在地）にあった竜を突如襲撃し、これを拘束した。

### 雲南からの離脱後

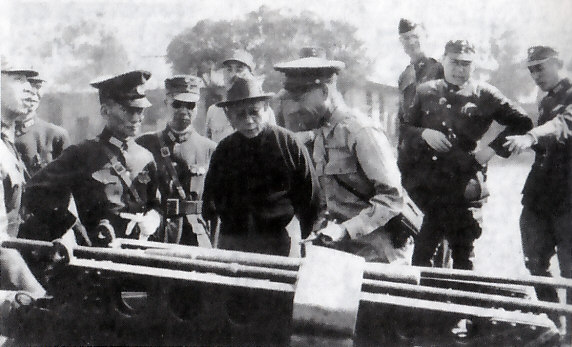
日中戦争（抗日戦争）の際の米国陸軍士官との歓談。左から1番目の軍人が竜雲。中央の文民の服装をしている人物は繆雲台。

失脚後の竜雲は、軍事委員会軍事参議院院長という名ばかりの職を与えられ、南京に3年間軟禁された。しかし1948年（民国37年）12月、クレア・リー・シェンノート（陳納徳）などに助けられ、竜雲は香港に逃亡した。さらに中国国民党革命委員会（民革）に参加して、その中央委員となっている。1949年10月1日に中華人民共和国が建国されると、竜雲は中央人民政府委員に列せられる。1950年1月に北京に入り、新政府に参加した。
以後、人民革命軍事委員会委員、西南軍政委員会副主席、西南行政委員会副主席、全国人民代表大会常務委員、中国人民政治協商会議全国委員会常務委員、中国国民党革命委員会中央常務委員会副主席などを歴任している。1956年にかつてのソビエト連邦、ルーマニア、チェコ、ユーゴスラビアなどの東欧諸国を訪問した。しかし、1957年の反右派闘争で、竜は右派と認定され、批判を被っている。
1962年6月27日、北京で死去。享年79（満77歳）。その翌日に、竜に対する右派の指定は取り消されている。1980年7月、竜は右派ではなかった、と政府が正式に宣言し、名誉が回復された。